# A.I. Bezzerides
Albert Isaac Bezzerides, né le 9 août 1908 à Samsun en Turquie et mort le 1er janvier 2007 à Los Angeles aux États-Unis, est un scénariste, un romancier et un éphémère acteur américain. Son nom est parfois orthographié A. I. Bezzerides ou Al Bezzerides et il a pour surnom Buzz. Il est principalement connu pour sa carrière de scénariste, ayant travaillé sur plusieurs classiques du film noir américain au cours des années 1940 à 1960 tels que En quatrième vitesse, La Maison dans l'ombre ou Les Bas-fonds de Frisco. Son roman La Longue route (The Long Haul) est devenu au cinéma le classique Une femme dangereuse réalisé par Raoul Walsh.

## Biographie
Albert Isaac Bezzerides naît à Samsun en Turquie d'un père grec et d'une mère arménienne. Il émigre avec sa famille à Fresno en Californie aux États-Unis au cours de son enfance. Il travaille au cours de son adolescence avec son père au sein de son entreprise de transport ou il conduit et répare les camions. Il fait ensuite des études d'ingénieur à l'université de Berkeley en Californie et intègre le Los Angeles Department of Water and Power.
Il commence à écrire des nouvelles à l'université. Sa première nouvelle Passage Into Eternity est publié en 1935 dans Story Magazine. D'autres suivront et seront publiés au sein des magazines Scribner’s, Story Magazine, The New Republic et Esquire.
Il publie en 1938 le roman The Long Haul. Inspiré de son expérience dans le transport routier, ce livre narre l'histoire des frères Nick et Paul Bennay, des routiers indépendants dont le difficile quotidien est ponctué d'offres de travail plus ou moins légales. Les droits du roman sont achetés 2 000 dollars par la Warner Bros.. Le film Une femme dangereuse (They Drive by Night) sort en 1940. Réalisé par Raoul Walsh et porté par un quatuor majeur d'acteurs (George Raft, Ann Sheridan, Ida Lupino et Humphrey Bogart), le film est un succès commercial et s'inscrit dès lors dans les classiques du film noir. La Warner Bros. embauche alors Bezzerides comme scénariste, en partie pour compenser la faible somme versée pour l'achat des droits.
Sans s'en offusquer, Bezzerides entame alors une fructueuse carrière de scénariste. Il adapte avec Kenneth Gamet un roman de Theodore Pratt pour Curtis Bernhardt qui réalise Juke Girl en 1942. Avec W. R. Burnett, il signe les dialogues additionnels de Convoi vers la Russie en 1943 puis travaille en 1947 avec Robert Rossen sur La Furie du désert de Lewis Allen sans être crédité au générique.
Il adapte en 1949 pour Jules Dassin son roman Thieves Market qui devient au cinéma Les Bas-fonds de Frisco. C'est un nouvel hommage à son ancienne expérience dans les transports routiers, l'histoire étant ici celle de Nick Gracos, un jeune chauffeur qui, au retour de la guerre, se met à son compte et découvre ainsi le racket, l'exploitation et la corruption qui règne dans le milieu du commerce et du transport de fruits et légumes.
D'après le roman Le Coup de grâce de Joseph Kessel, il signe le scénario de Sirocco réalisé à nouveau par Curtis Bernhardt en 1951. Il adapte l'année suivante pour le cinéma le roman Mad with Much Heart de Gerald Butler qui devient sous la caméra de Nicholas Ray le film La Maison dans l'ombre. Dans ce film, Bezzerides tient un rôle de figuration. Il travaille par la suite avec William A. Wellman sur le scénario de Track of the Cat, écrit d'après une histoire de Walter Van Tillburg Clark et avec Robert Mitchum dans le rôle principal. Il collabore également avec Robert D. Webb, Gerald Mayer et Lewis Allen.
Il devient célèbre avec le scénario du film En quatrième vitesse (Kiss Me Deadly) mis en scène par Robert Aldrich en 1955. Adapté d'un roman de Mickey Spillane, ce film suit l'enquête du privé Mike Hammer joué ici par Ralph Meeker. L'idée du mac guffin nucléaire est attribué à Bezzerides qui le substitue habilement à la drogue présente initialement dans le roman. Le film, qui dénonce le maccarthisme et montre les maux d'une société américaine apeurée par la guerre froide, est un succès critique et commercial.
Bezzerides se tourne alors vers la télévision et commence à écrire pour diverses séries télévisées. Il signe quelques épisodes pour les séries The Star and the Story, The O. Henry Playhouse ou Le Choix de.... Pour cette dernière série, il adapte notamment un western de Borden Chase.
En 1959, il travaille à nouveau avec Robert Aldrich sur l'échec commercial et critique Trahison à Athènes puis participe à l'écriture du scénario à plusieurs mains de Violence au Kansas réalisé par Melvin Frank. C'est son dernier travail pour le cinéma. Il collabore et écrit pour de nombreuses séries au cours des années 1960, principalement des épisodes mineurs et des pilotes. Avec Louis F. Edelman, il imagine la série La Grande Vallée dont il écrit le pilote. La série obtient un important succès, porté notamment par l'actrice Barbara Stanwyck. Mais Bezzerides ne sera jamais payé pour ce travail. Il se retire alors et prend sa retraite.
Bezzerides est, en France, principalement connu pour ses travaux de scénariste. En 1996, il connaît une première traduction au sein de la collection La Noire avec la traduction de Thieves Market sous le titre Le Marché aux voleurs. À cette occasion, il reçoit une Licorne d'or d'honneur et un hommage lors du Festival international du film d'Amiens pour son travail de scénariste. En 2001 un second titre est traduit et The Long Haul devient La Longue route.
Deux documentaires hommages lui ont été consacrés : The Long Haul of A. I. Bezzerides en 2005 par Fay Efrosini Lellios et Buzz en 2006 par Spiro Taraviras. Bezzerides décède en 2008 à Los Angeles à l'âge de 98 ans.

### Romans
- The Long Haul (1938) Publié en français sous le titre La Longue route, traduction de Luc Baranger, Paris, Gallimard, La Noire, 2001.
- There Is a Happy Land (1942)
- Thieves Market (1949) Publié en français sous le titre Le Marché aux voleurs, traduction de Hélène Misserly, Paris, Gallimard, La Noire, 1996.

## Filmographie

### Comme scénariste

#### Au cinéma
- 1942 : Juke Girl de Curtis Bernhardt
- 1943 : Convoi vers la Russie (Action in the North Atlantic) (dialogues) de Lloyd Bacon
- 1947 : La Furie du désert (Desert Fury) de Lewis Allen
- 1949 : Les Bas-fonds de Frisco (Thieves' Highway) de Jules Dassin
- 1951 : Sirocco de Curtis Bernhardt
- 1952 : La Maison dans l'ombre (On Dangerous Ground) de Nicholas Ray
- 1952 : Holiday for Sinners de Gerald Mayer
- 1953 : Tempête sous la mer (Beneath the 12-Mile Reef) de Robert D. Webb
- 1954 : Track of the Cat de William A. Wellman
- 1955 : Un pruneau pour Joe (en) de Lewis Allen
- 1955 : En quatrième vitesse (Kiss Me Deadly) de Robert Aldrich
- 1959 : Trahison à Athènes (The Angry Hills) de Robert Aldrich
- 1959 : Violence au Kansas (The Jayhawkers!) de Melvin Frank

#### À la télévision
- 1956 : The Star and the Story
- 1956 : Le Choix de..., épisodes High Air et The Ticket of Thaddeus
- 1957 : The O. Henry Playhouse, épisodes Two Renegades et Henry's Girls
- 1958 : Tales of Wells Fargo
- 1961 - 1962 : The Detectives
- 1961 - 1962 : The Barbara Stanwyck Show
- 1962 : 77 Sunset Strip
- 1962 : Bonanza, épisode Mirror of a Man
- 1964 : Destry, épisode Red Brady's Kid
- 1965 : Le Virginien, épisode The Dream of Stavros Karas
- 1965 - 1969 : La Grande Vallée

### Comme auteur adapté

#### Au cinéma
- 1940 : Une femme dangereuse (They Drive by Night), film américain réalisé par Raoul Walsh d'après le roman The Long Haul, avec George Raft, Ann Sheridan, Ida Lupino et Humphrey Bogart.
- 1949 : Les Bas-fonds de Frisco (Thieves' Highway), film américain réalisé par Jules Dassin d'après le roman Thieves Market, avec Richard Conte, Valentina Cortese et Lee J. Cobb.

### Comme acteur

#### Au cinéma
- 1952 : La Maison dans l'ombre (On Dangerous Ground) : Gatos